# 黎巴嫩奧林匹克委員會
黎巴嫩奧林匹克委員會（英語：Lebanese Olympic Committee；阿拉伯语：‎）是黎巴嫩的國家奧林匹克委員會。該組織成立於1947年，是國際奧委會和亞洲奧林匹克理事會的成員。1948年，黎巴嫩首次派員參加在英國倫敦舉行的夏季奧運會。
現時，黎巴嫩奧林匹克委員會把總部設在首都貝魯特，主席是Antoine Chartier。

## 資料來源
1. ↑  .   [2014-02-07]. （原始内容存档于2008-12-28）.